# روبرت إتش. إم. ديفيدسون
روبرت إتش. إم. ديفيدسون هو محامي وسياسي أمريكي، ولد في 23 سبتمبر 1832 في كوينسي في الولايات المتحدة، وتوفي بنفس المكان في 18 يناير 1908. نشط حزبياً في الحزب الديمقراطي. وقد انتخب عضو مجلس ولاية فلوريدا ‏ وانتخب عضو مجلس نواب فلوريدا ‏ وانتخب عضو مجلس النواب الأمريكي.